# 커트 시몬스
커티스 토머스 시몬스(Curtis Thomas Simmons, 1929년 5월 19일 ~ 2022년 12월 13일)는 미국의 전 프로 야구 선수이다. 1940년대부터 1960년대까지 메이저 리그 베이스볼 (MLB)에서 투수로 활약하였으며, 좌투좌타였다. 20시즌 동안 필라델피아 필리스, 세인트루이스 카디널스, 시카고 컵스, 캘리포니아 에인절스에서 뛰었다. 통산 569경기에 출전해 3348⅓이닝 동안 193승 183패, 163완투, 36완봉, 1697탈삼진, 3.54의 평균자책점을 기록했다.